# Hadrodiplognatha herculeana
Hadrodiplognatha herculeana är en skalbaggsart som beskrevs av Hope 1847. Hadrodiplognatha herculeana ingår i släktet Hadrodiplognatha och familjen Cetoniidae. Inga underarter finns listade i Catalogue of Life.